# ویلهلم هاینتس
ویلهلم هاینتس (آلمانی: Wilhelm Heinrich Heintz؛ ۴ نوامبر ۱۸۱۷ – ۱ دسامبر ۱۸۸۰) یک شیمی‌دان و فیزیک‌دان اهل آلمان بود.